# KAFD World Trade Center
Il  KAFD World Trade Center è un grattacielo nel quartiere finanziario King Abdullah di Riyadh, in Arabia Saudita.

## Caratteristiche
Completato nel 2020, alto 303 metri e con 67 piani, è il quarto edificio più alto del paese . Solo l'Abraj Al Bait, l'Autority Tower e il Burj Rafal sono più alti, mentre il KAFD è leggermente più alto del più vecchio e noto Kingdom Centre.